# Мицево църквиче
„Мицевото църквиче“ (на македонска литературна норма: „Мицево църквиче“) е църква в кичевското село Цер, Северна Македония. Църквата е част от Кичевското архиерейско наместничество на Дебърско-Кичевската епархия на Македонската православна църква – Охридска архиепископия. Църквата е изградена в Късното средновековие. Обявена е за паметник на културата.